# Jalovec chvojka
Jalovec chvojka (Juniperus sabina), nazývaný též klášterní chvojka nebo chvojka klášterská, je jehličnatý keř z čeledi cypřišovitých.

## Synonyma
- Juniperus foetida Spach
- Sabina officinalis Garcke
- Sabina vulgaris Antoine

## Popis
Chvojka klášterská je jehličnatý keř dosahující výšky max. 1,5 m. Keře mají rozkladitý tvar.

## Použití
Pěstuje se jako okrasný půdopokryvný jehličnan, postupem času bylo vyšlechtěno mnoho různých variet, viz kultivary jalovců.

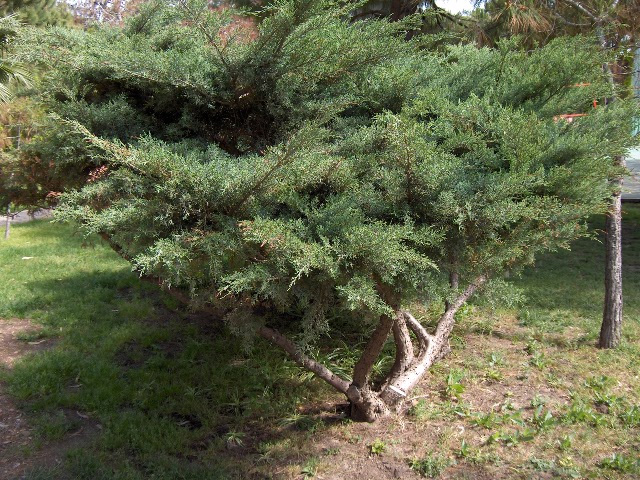
Juniperus x pfitzeriana je kříženec druhů jalovec čínský (Juniperus chinesis) a jalovec chvojka (Juniperus sabina)

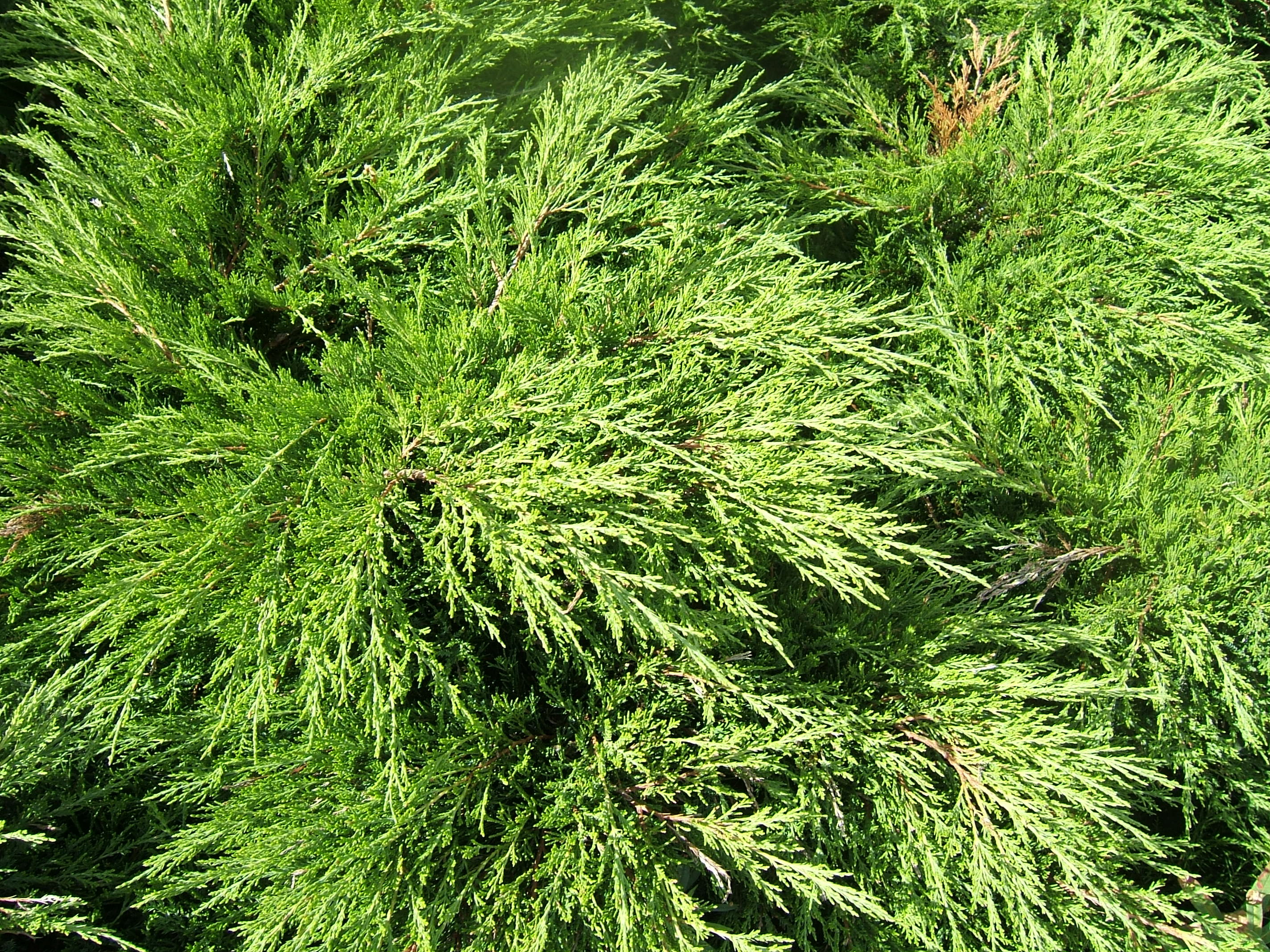
Detail jehličí

Jako léčivá rostlina byla běžně pěstována na klášterních středověkých zahradách – tekutý alkoholový extrakt z šištic se používal při křečích, plynatosti, revmatických záchvatech a zánětu močového měchýře, byť pro jeho jedovatost zde vždy byla snaha používat ho co nejméně.
Nežádoucí účinky jsou: podráždění kůže a puchýře při vnějším podání, při vnitřním pak při větších dávkách otrava zasahující zejména ledviny (lidem s nemocnými ledvinami se jalovcový extrakt nesmí podávat ani v těch nejmenších dávkách). U těhotných žen požití silnější dávky způsobuje potrat, čehož bylo v minulosti taktéž hojně využíváno – řada žen na to doplatila doživotními následky nebo i smrtí. Kvůli použití při potratech se chvojce posměšně říkalo palma starých panen. Dlouhodobým užíváním dochází k poškozování kapilárních cévek v kůži, čím vznikají vředy, nazývané „Sacer Ignis“ („Svatý Oheň“).

## Choroby
Rez hrušňová – významná choroba především s ohledem na pěstování hrušní. Na jalovcích rez hrušňová způsobuje prášivé útvary v kterých přezimují výtrusy houby a z kterých se potom na jaře přenáší na hrušně. Izolační vzdálenost bránící přenosu této houby na stromy hrušní je 150 až 200 m. Pokud se chcete ubránit významnému nakažení rzí hrušňovou je třeba tuto minimální vzdálenost dodržovat, týká se to konkrétně dvou druhů, jalovce chvojky a jalovce čínského.